# Glyphocarpus compactus
Glyphocarpus compactus là một loài rêu trong họ Bartramiaceae. Loài này được Hornsch. A. Jaeger mô tả khoa học đầu tiên năm 1875.